# Hamster Roborovski
O hamster Roborovski (Phodopus roborovskii) é uma espécie de roedor. É o menor e mais veloz de todos os hamsters e é geralmente mantido como animal de estimação.

## Características
As características que distinguem os Roborovskis são a parte branca que eles têm no lugar onde seriam as sobrancelhas e a falta de listras no dorso que geralmente se vê nos hamsters anões. Eles vivem em média até três anos e meio de idade – é o máximo que um hamster doméstico vive.

## Comportamento
Eles são muito curiosos, entretanto facilmente se assustam e se intimidam. São sociáveis e quando socializados desde pequenos dormem juntos em um só lugar. Sua velocidade os tornam um animal inadequado para crianças, que geralmente gostam de tê-los na mão e afagá-los. Eles são muito apegados ao dono quando são introduzidos desde filhotes. Eles têm um bom temperamento e raramente mordem. Na medida em que crescem até atingirem aproximadamente o tamanho do polegar de um adulto, eles podem facilmente se espremerem entre as as barras da gaiola de um hamster de tamanho comum, logo, necessitam de cuidados especiais no que tange a sua moradia. Sempre pergunte aos vendedores de lojas de animais ou criadores qual a gaiola ideal para mantê-los. Por causa do seu tamanho e de sua velocidade, Roborovskis são melhores para pessoas que preferem olhar a brincar com eles.

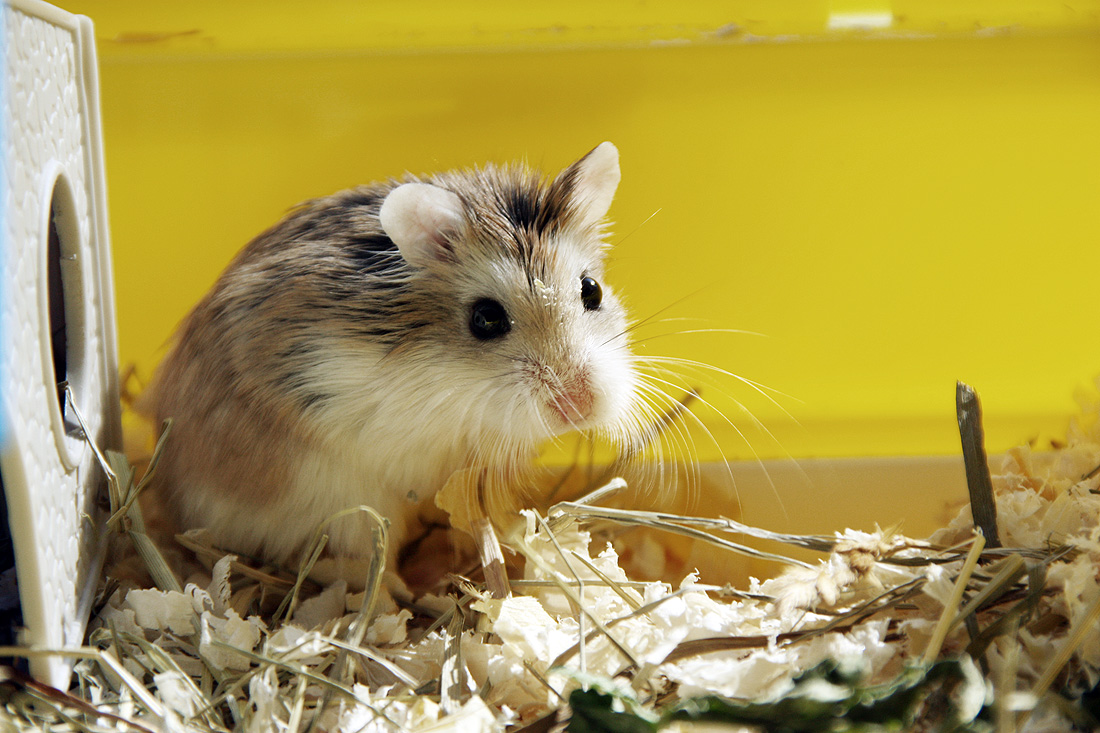

Por causa do seu tamanho e características, eles são cômicos quando os observamos em grupos sociais. Se mantidos juntos em pares sexuais ou grupos, os Hamsters Roborovski normalmente começam a dar cria na primavera seguinte ao ano em que a fêmea nasceu. As fêmeas em geral ficam estéreis em torno de 24 meses de idade, mas os machos normalmente são férteis a maior parte de suas vidas.

## Ciclo de vida
A gestação dos Roborovski é de aproximadamente de 23-30 dias. Quando nascem mais se assemelham a feijões rosas. Em torno de 5-6 dias a pele começa a pigmentar-se e de 6-8 dias os pelos começam a nascer. Em torno de 10-12 dias os filhotes são totalmente cobertos de um um curto pêlo e suas pestanas começam o enrijecimento. Neste momento os filhotes já começam a passear pela gaiola, mas ainda são cegos. As fêmeas os recolhem de volta ao ninho, isto fará com que os filhotes emitam um chiado agudo, mas nada preocupante. Aos 14-16 dias de idade os olhos se abrem e seus corpos estão completamente cobertos de pêlo. Os filhotes são desmamados e podem ser apartados de suas mães com 4 semanas de idade. Se os pais se sentirem ameaçados ou se as crias tiverem um cheiro desconhecido eles têm tendência a come-los. Por isso não mexa nos bebês nem mexa na gaiola ou espreite pelo menos durante 10-15 dias.